# Aimlabs
Aimlabs, anciennement Aim Lab, est un jeu de tir d'entrainement à la visée sorti le 16 juin 2023. Il est développé et édité par State Space Labs. Il permet aux joueurs de s'entraîner et d'optimiser leur gameplay dans un contexte de jeu de tir à la première ou à la troisième personne. Il est disponible pour Windows, Android et iOS.

## Système de jeu
Pendant que les joueurs accomplissent certaines tâches dans le jeu, le système recueille des informations sur la précision et le temps de réaction et fait des recommendations en fonction des performances des joueurs. Il peut être ajusté pour avoir la physique de certains jeux, et les cartes de ces jeux sont également disponibles dans le jeu.

## Développement et sortie
Aimlabs, alors appelé Aim Lab, était disponible en accès anticipé sur Steam à partir du 7 février 2018. Une version mobile du jeu est sortie pour iOS et Android le 14 juillet 2022, et le jeu est officiellement sorti sur Windows le 16 juin 2023, sous le nom d'Aimlabs. Au cours des deux premiers jours de son lancement complet, il a atteint la première place sur la liste des ventes de Steam et atteint 30 millions de joueurs dans le monde.
Le jeu s'est considérablement développé pendant la pandémie de COVID-19. En septembre 2021, le jeu compte 5 millions d'utilisateurs actifs mensuels sur un total de 20 millions d'inscrits, contre 100 000 sur 1,5 million en mars 2020.
En 2021, Ubisoft annonce qu'Aimlabs devient le partenaire officiel d'entrainement pour Tom Clancy's Rainbow Six Siege. Riot Games suit en 2022, annonçant la même chose avec Valorant. Il s'est également associé au Valorant Champions Tour et à la Call of Duty League,. De plus, Aimlabs collabore avec la société de neurotechnologie Kernel pour utiliser le jeu pour des études sur la paralysie cérébrale et l'activité cérébrale pendant les jeux,.

## Accueil
Emma Matthews de PC Gamer donne une critique positive d'Aimlabs, affirmant que le jeu signale efficacement les erreurs et permet au joueur de s'améliorer.